# Праздник драконьих лодок

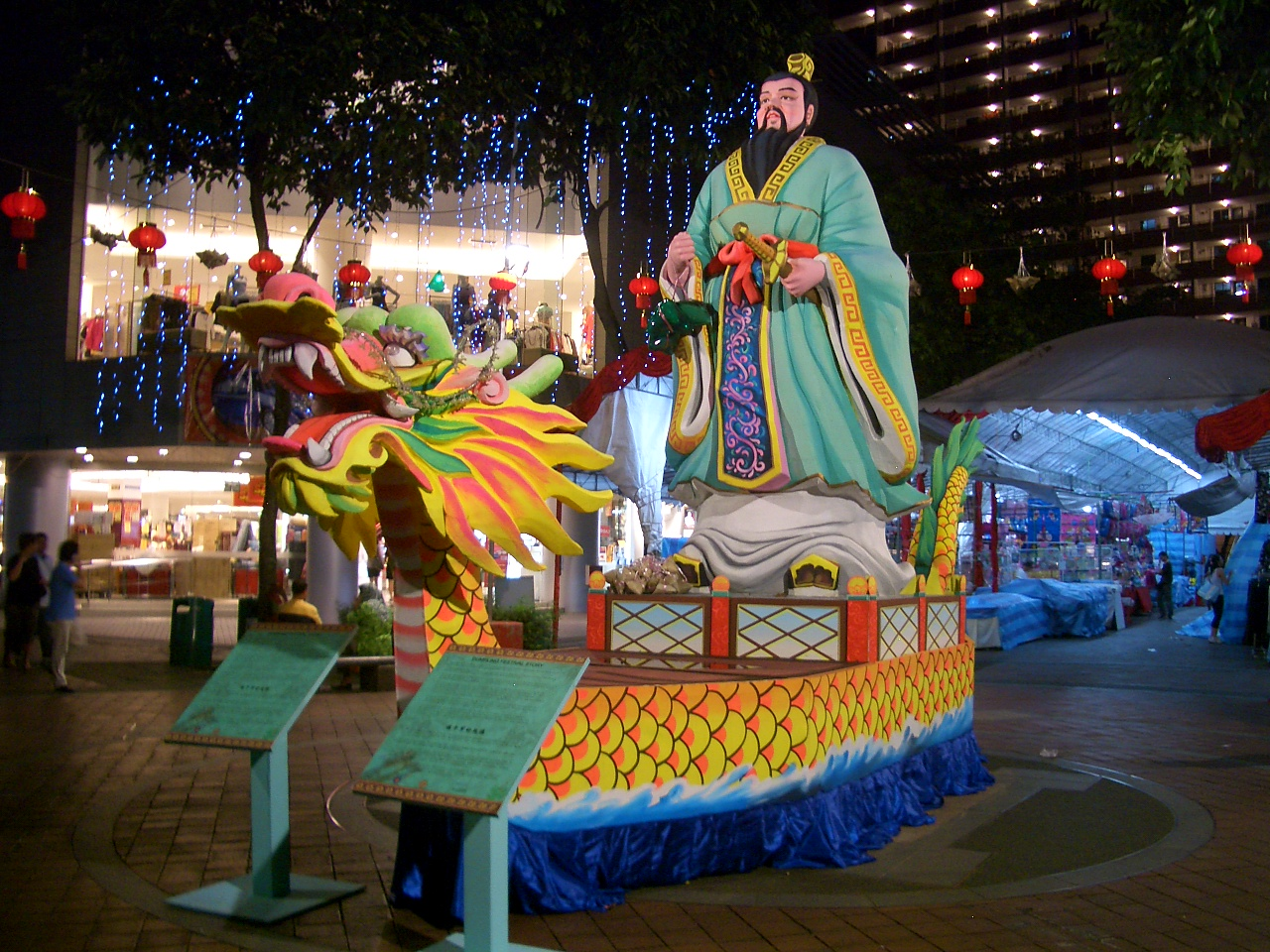
Цюй Юань в драконьей лодке, украшающий одну из центральных площадей Сингапура на Праздник драконьих лодок

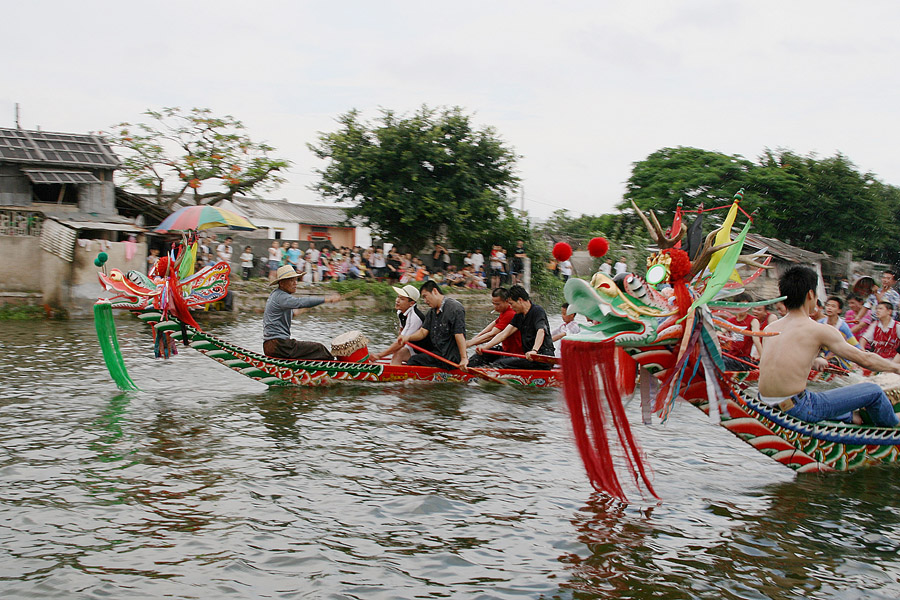
Гонки "драконьих лодок"

Дуаньу (кит. трад. 端午, пиньинь Duānwǔ), также называемый «двойной пятёркой» (приходится на пятый день пятого месяца по лунному календарю), — китайский традиционный праздник календарного цикла. Его название обычно переводится как «праздник драконьих лодок» из-за распространённого в этот день обрядово-развлекательного действа — состязания в гребле на лодках, изображающих драконов. В этот день принято употреблять в пищу цзунцзы.

## Происхождение
Праздник Драконьих Лодок традиционно связывают с поминовением древнекитайского поэта Цюй Юаня (в этот день он бросился в реку и погиб, отчаявшись добиться справедливого правления в родном княжестве Чу) или, по менее распространённой версии, У Цзысюя.
Гонки «драконьих лодок» — обычай очень древний и притом воспринятый китайцами от коренных народностей Южного Китая. В поверьях, относящихся к нему, сохранились мотивы человеческой жертвы (эти мотивы напоминают о себе и в частых случаях гибели гребцов и в постоянных стычках, порой вооруженных, между командами во время состязания). Во всяком случае, элемент опасности и риска был неизменным спутником этих состязаний. Не случайно власти считали лодочные гонки обычаем не слишком цивилизованным и нередко запрещали его. С эпохи Средневековья, впрочем, происхождение лодочных гонок стали связывать с именем древнего поэта Цюй Юаня: считается, что состязания «лодок-драконов» способствуют упокоению души несчастного поэта, который, по преданию, утопился в реке Мило (провинция Хунань).
В целом Дуань-у знаменует собой наступление летней жары и опасность распространения сопряжённых с нею летних заболеваний. Поэтому народной доминантой праздника стало «отведение зла», воплотившееся в местных традициях вывешивать у ворот пучки трав-оберегов, в первую очередь из полыни, картинок с изображением повелителя демонов Чжун Куя (Zhong Kui) и прочих. Обычаи  надевать детям на шею мешочки-амулеты с ароматными целебными травами, а на руку - браслеты из нитей пяти цветов, прокалывать иглой изображения «пяти ядовитых» (五毒 пиньинь wǔdú) (змей, скорпионов, ящериц, жаб и сколопендр) в знак победы над ними появились в Китае в глубокой древности и сохранились в XX в. На лбу малыша родители рисовали китайский иероглиф 王 (ван), означающий «князь»; для «самообороны от напастей» детей учили делать луки и стрелы. 
В одном из четырёх китайских классических романов, «Сон в красном тереме» (глава 31), упоминается древнекитайский обычай в этот день прикреплять к воротам дома ветки рогоза и полыни (кит. упр. 蒲艾) и привязывать к руке ребёнка талисман в виде маленького тигра (кит. упр. 虎符) из тонкой шёлковой ткани для «отведения зла» (кит. упр. 避邪). Этой стороне праздника также уделяли особое внимание японцы (см. следующий раздел).
Праздник драконьих лодок упоминается и связанные с ним традиции описываются и в другом китайском классическом романе — «Путешествие на Запад» (глава 69):

Три года назад, во время фестиваля двойной пятёрки, наши супруги и мы все собрались внутри Гранатового Павильона нашего сада, разрезали рисовые кексы, прикрепляли полынь к своей одежде, пили вино, сделанное из аира и реальгара, смотрели состязания драконьих лодок.
Оригинальный текст (кит.)三年前，正值端阳之节，朕与嫔后都在御花园海榴亭下解粽插艾，饮菖蒲雄黄酒，看斗龙舟.

## Распространение
Дуаньу можно встретить в культурах других азиатских стран:
Кодомо но хи, первоначально, в точном соответствии с лунным календарём — Танго но сэкку (яп. 端午の節句), — в Японии,
Дано (Dano, Surit-nal) — в Корее,
Доаннго (Tết Đoan Ngọ) — во Вьетнаме.
Китайская традиция лодочных гонок, приуроченных к Дуаньу, распространилась из Гонконга и Тайваня в США и др. страны, приобретя статус вида спорта.
В КНР Дуаньу, наряду с двумя другими праздниками (День поминовения усопших и Праздник середины осени), получил статус «национального культурного наследия» в 2006 году и вошел в список официальных праздников, отмечаемых выходными днями, с 2007. До этого исполняющие праздничные обряды, приуроченные к этим дням, могли получить обвинение в распространении суеверий.